# Abujadzhi Idrisov
Abujadzhi Idrisovich Idrisov (en checheno: Абухажи Идрисов, en ruso: Абухаджи Идрисович Идрисов; Berdikel, 17 de mayo de 1918 – Grozni, 22 de octubre de 1983) fue un francotirador y servidor de ametralladoras soviético de etnia chechena quien sirvió en el Ejército Rojo durante la Segunda Guerra Mundial. A lo largo de la guerra, mató a un total de 349 combatientes enemigos, por lo que se le concedió el título de Héroe de la Unión Soviética poco antes de ser deportado a la República Socialista Soviética de Kazajistán por su origen étnico checheno. Solo pudo regresar a su pueblo natal en Chechenia en 1957, donde trabajó en la agricultura después de que a la nación chechena se le concediera el derecho de retorno durante el gobierno de Nikita Jrushchov.

## Biografía

### Infancia y juventud
Abujadzhi Idrisov nació el 17 de mayo de 1918 en la pequeña localidad rural de Berdikel en la efímera República de las Montañas del Cáucaso Septentrional (actualmente Komsomolskoye, Chechenia) en una familia de campesinos chechenos. Se graduó de la escuela primaria y trabajó como pastor en la granja colectiva Sovetskaya Rossiya.

### Segunda Guerra Mundial
Idrisov fue reclutado por el Ejército Rojo en octubre de 1939 y asignado a la 125.º División de Fusileros en los estados bálticos, donde recibió entrenamiento como servidor de ametralladoras y entró en combate desde el primer día de la invasión alemana de la Unión Soviética. Con el resto de su regimiento se retiró al noreste. En julio de 1941, su división tomó posiciones defensivas en la línea Pskov-Velíkiye Luki entre el lago Ilmen y el lago Seliger. Allí, rechazaron los frecuentes ataques alemanes contra Leningrado; Se informó que Idrisov mató a 22 soldados alemanes con su ametralladora, lo que provocó que lo enviaran a entrenar para convertirse en francotirador.
Después de completar el entrenamiento de francotiradores, fue asignado en octubre de 1942 a un grupo de francotiradores situados en una sección del Frente Noroeste donde se esperaba que avanzaran las fuerzas del Eje. En un período de diez días de intensos combates, Idrisov logró matar aproximadamente a 100 soldados de infantería enemigos como francotirador. En abril de 1943, se informó que había matado a más de 300 soldados alemanes en total, mientras servía en el 1232.º Regimiento de Fusileros de la 370.ª División de Fusileros. Después de participar en la Ofensiva de Leningrado-Nóvgorod, que levantó completamente el sitio de Leningrado, luchó en las ofensivas para retomar la región de Pskov y los estados bálticos.
En marzo de 1944, su recuento según lo informado por sus superiores ascendía a 349 muertes y había sido nominado para el título de Héroe de la Unión Soviética. Idrisov fue desmovilizado en abril después de que un fragmento de una mina explotara junto a él y lo hiriera de gravedad. Sobrevivió debido a que sus compañeros soldados lo encontraron inconsciente y lo enviaron a un hospital, el 3 de junio de 1944 recibió el título de Héroe de la Unión Soviética.
En 1944, se inauguró una exposición militar de primera línea en la ciudad de Mozovets. En uno de sus pasillos, a Idrisov se le asignó un stand completo. Mostraba su rifle de francotirador, fotografías y debajo de ellas estaba la inscripción: «Glorioso hijo del pueblo checheno, Héroe de la Unión Soviética Abukhazhi Idrisov destruyó a más de trescientos fascistas alemanes».

### Posguerra
A pesar de sus premios y honores y de servir lealmente en el Ejército Rojo, fue deportado a Kazajistán después de pasar cuatro meses en el hospital de la ciudad de Gorki (actual Nizhni Nóvgorod) recuperándose de sus heridas. Mientras estaba en el exilio, vivió en el suroeste de Kazajistán y trabajó en una granja como criador de ovejas. Regresó a Chechenia inmediatamente después de que se le concediera el derecho a regresar y se convirtió en miembro del Partido Comunista de la Unión Soviética (PCUS) en 1962. Vivió en Chechenia durante el resto de su vida y murió en Grozni el 22 de octubre de 1983.

## Condecoraciones
|  | Héroe de la Unión Soviética (N.º 4739; 3 de junio de 1944)                |
|  | Orden de Lenin (3 de junio de 1944)                                       |
|  | Orden de la Bandera Roja                                                  |
|  | Orden de la Estrella Roja                                                 |
|  | Medalla por la Victoria sobre Alemania en la Gran Guerra Patria 1941-1945 |